# Zalmoxida dentata
Zalmoxida dentata is een hooiwagen uit de familie Petrobunidae.